# Lista angustusa
Lista angustusa (лат.) — вид бабочек-огнёвок рода Lista из подсемейства Epipaschiinae.

## Распространение
Китай (Fujian, Guangdong, Guangxi, Jiangxi, Yunnan, Zhejiang).

## Описание
Бабочки средних размеров. Размах крыльев около 2 см. Этот вид характеризуется в гениталиях самцов гнатусом с двумя коническими боковыми отростками у основания дистального отростка, склеротизированной срединной пластиной, усеченной по внешнему краю, и саккулюсом с внутренней долей спинного отростка, однородной от основания до зубчатой вершины. Внешне он похож на Lista menghaiensis.  Лабиальные щупики вздернуты вверх.

## Таксономия
Вид был впервые описан в 2017 году, а его валидный статус подтверждён в ходе ревизии, проведённой в 2021 году китайскими энтомологами Hou-Hun Li и Hua Rong (Китай). Таксон близок к виду Lista menghaiensis.